# Сэкота (Эфиопия)

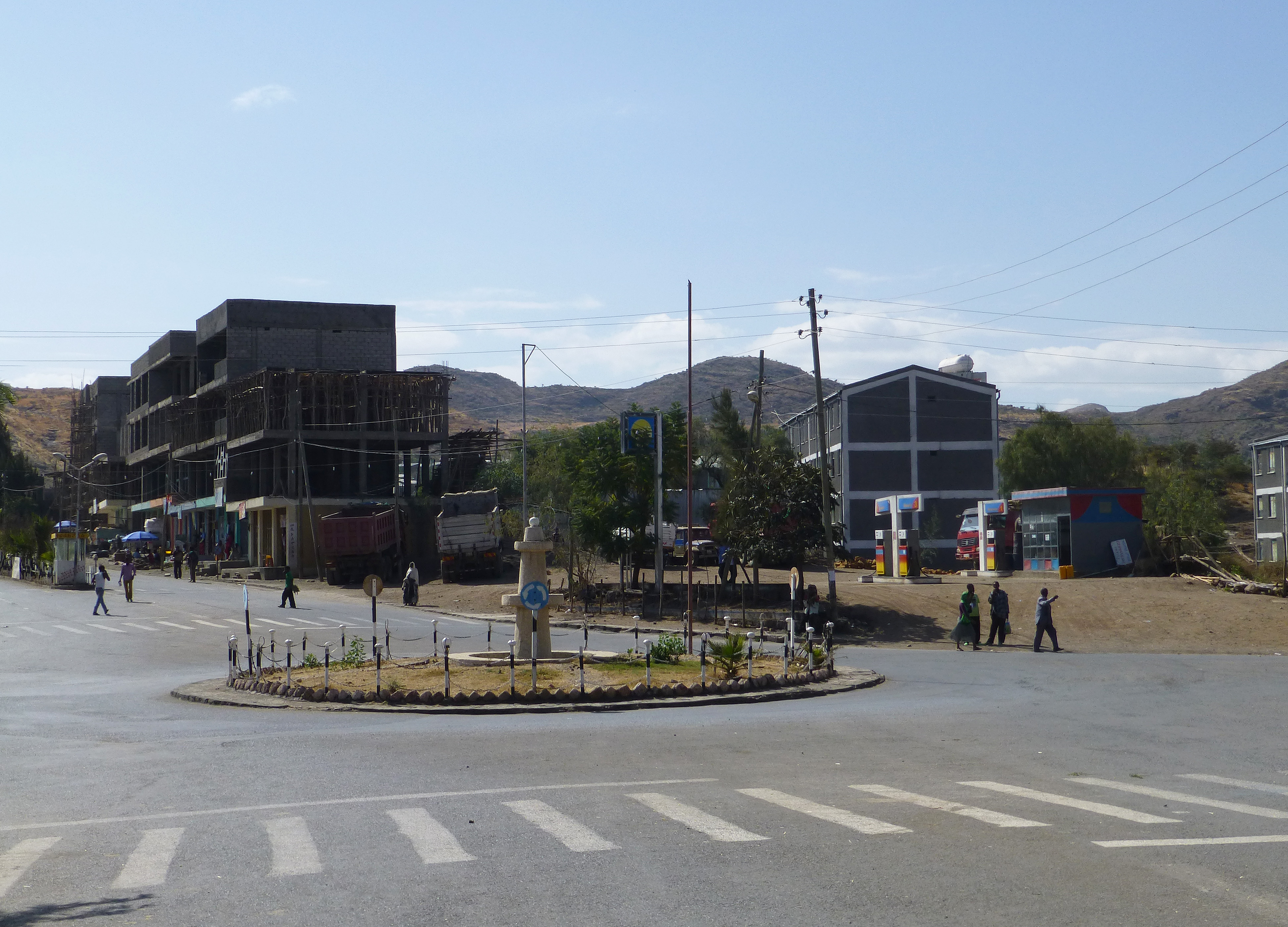
Сэкота

Сэкота (амх. ሰቆጣ) — город на севере Эфиопии в регионе Амхара.
На состоянию на 2015 год численность жителей составляла около 35 000 человек. В 2007 году здесь проживало 22 346 чел.

## История
Название происходит, вероятно, от слова секут — «укреплённая деревня». Сэкота являлось местом нахождения губернатора (или Shum) исторической области и провинции Вог. По описаниям путешественников, в 1843 году место это значительных размеров, но очень разбросанное, имеет большой базар, который проводится во вторник и в среду еженедельно, который посещают купцы с юга и запада, это место является главным центром торговли солью.
Во время Второй итало-эфиопской войны Сэкота был оккупирован итальянцами в марте 1936 года. Во время оккупации итальянцы провели к городу автодорогу и отремонтировали городскую мечеть.
Во время гражданской войны в Эфиопии в 1980 году здесь некоторое время находилась штаб-квартира Народного фронта освобождения Тыграя.
Большинство жителей в конфессионном отношении принадлежат к Эфиопской православной церкви (более 95 %), мусульманами признают себя 3,8 % населения.